# Velle-le-Châtel
Velle-le-Châtel là một xã ở tỉnh Haute-Saône trong vùng Franche-Comté phía đông Pháp. Xã có diện tích 3 km², dân số năm 2006 là 144 người. Khu vực này có độ cao từ 212-378 mét trên mực nước biển.